# Смирнов, Яков Александрович
Я́ков Алекса́ндрович Смирно́в (1903, Горицы —17 февраля 1938, Ленинград) — советский организатор кинопроизводства, деятель Пролеткульта, партийный работник, директор киностудии «Ленфильм» (1936—1937).

## Биография
Родился в селе Горицы Шуйского уезда Владимирской губернии. По происхождению из крестьян. Окончил сельскую школу, 2-годичные театральные курсы при ЦК Пролеткульта и факультет общественных наук Ленинградской Всесоюзной промышленной академии.
Работать начал с 11 лет. В 1916—1919 годах служил в мальчиках, с августа 1919 по август 1920 года работал конторщиком на фабрике Витовых в Иваново-Вознесенске. Член РКП(б) с 1920 года.
В 1920—1922 годах — ученик, актёр Драматической студии рабочей и служащей молодёжи при Иваново-Вознесенском Пролеткульте. В 1922—1924 годах — слушатель театральных курсов при ЦК Пролеткульта в Москве. В 1924—1925  годах — член Президиума Пролеткульта в Екатеринбурге (с октября 1924 года — Свердловск). В 1925—1931 годах — член президиума, заместитель председателя президиума, председатель президиума Ленинградского Пролеткульта; в 1925—1929 годах одновременно являлся заведующим клубным отделом. Содействовал созданию киномастерской при Ленинградском Пролеткульте.
В 1930—1931 годах — работник Ленинградского обкома ВКП(б), в 1932—1936 годах — инструктор по искусству отдела культуры и пропаганды (с 1935 года — отдела культурно-просветительской работы) Ленинградского горкома ВКП(б). По воспоминаниям И. Д. Гликмана в 1936 году Д. Д. Шостакович принял решение не исполнять Четвёртую симфонию по рекомендации директора Ленинградской филармонии И. М. Рензина после её прослушивания на репетиции В. Е. Иохельсоном и Я. А. Смирновым. 
12 декабря 1936 года приказом по Главному управлению кинематографии Всесоюзного комитета по делам искусств при СНК СССР назначен директором киностудии «Ленфильм». В числе прочего содействовал продвижению сценария Я. М. Блиоха, А. Г. Иванова, Б. А. Лавренёва «Первая конная» («Командир взвода»), в связи с арестом М. Н. Тухачевского, фигурирующего в сценарии, съёмки фильма не были начаты. Принимал участие в решении организационных вопросов при съёмках кинофильма «На границе» (1938). 
Арестован 18 ноября 1937 года. Выездной сессией Военной коллегии Верховного суда СССР в Ленинграде 17 февраля 1938 года приговорён по статьям 58-7, 58-8, 58-11 УК РСФСР к ВМН. Расстрелян в тот же день. Реабилитирован 9 ноября 1956 года. 

### Семья
- жена — Вера Александровна Петрова (1903—1983), работница фабрики «Октябрь», репрессирована в связи с арестом мужа, осуждена, отбывала наказание в Темлаге с 1938 по 1944 год[28].